# Kraeyenspolder
De Kraeyenspolder (ook: Craeyenspolder) is een polder ten westen van Sluis, behorend tot de Sluisse- en Zwinpolders.
De inpoldering volgde op de afdamming van het Lapscheurse Gat in 1747. De 33 ha grote polder werd vernoemd naar Abraham Kraey, de toenmalige burgemeester van Sluis. Daarom werd de polder ook wel Burgemeesterspolder genoemd. Het is een internationale polder: Een klein gedeelte van deze polder ligt in België. De polder wordt doorsneden door de Damse Vaart, en door de rondweg om Sluis. Aan de zuidzijde wordt de polder begrensd door het Lampscheurse Gat.